# Cantonul Ambert
Cantonul Ambert este un canton din arondismentul Ambert, departamentul Puy-de-Dôme, regiunea Auvergne, Franța.

## Comune
- Ambert (reședință)
- Champétières
- La Forie
- Job
- Marsac-en-Livradois
- Saint-Ferréol-des-Côtes
- Saint-Martin-des-Olmes
- Thiolières
- Valcivières